# Konsumenträtt

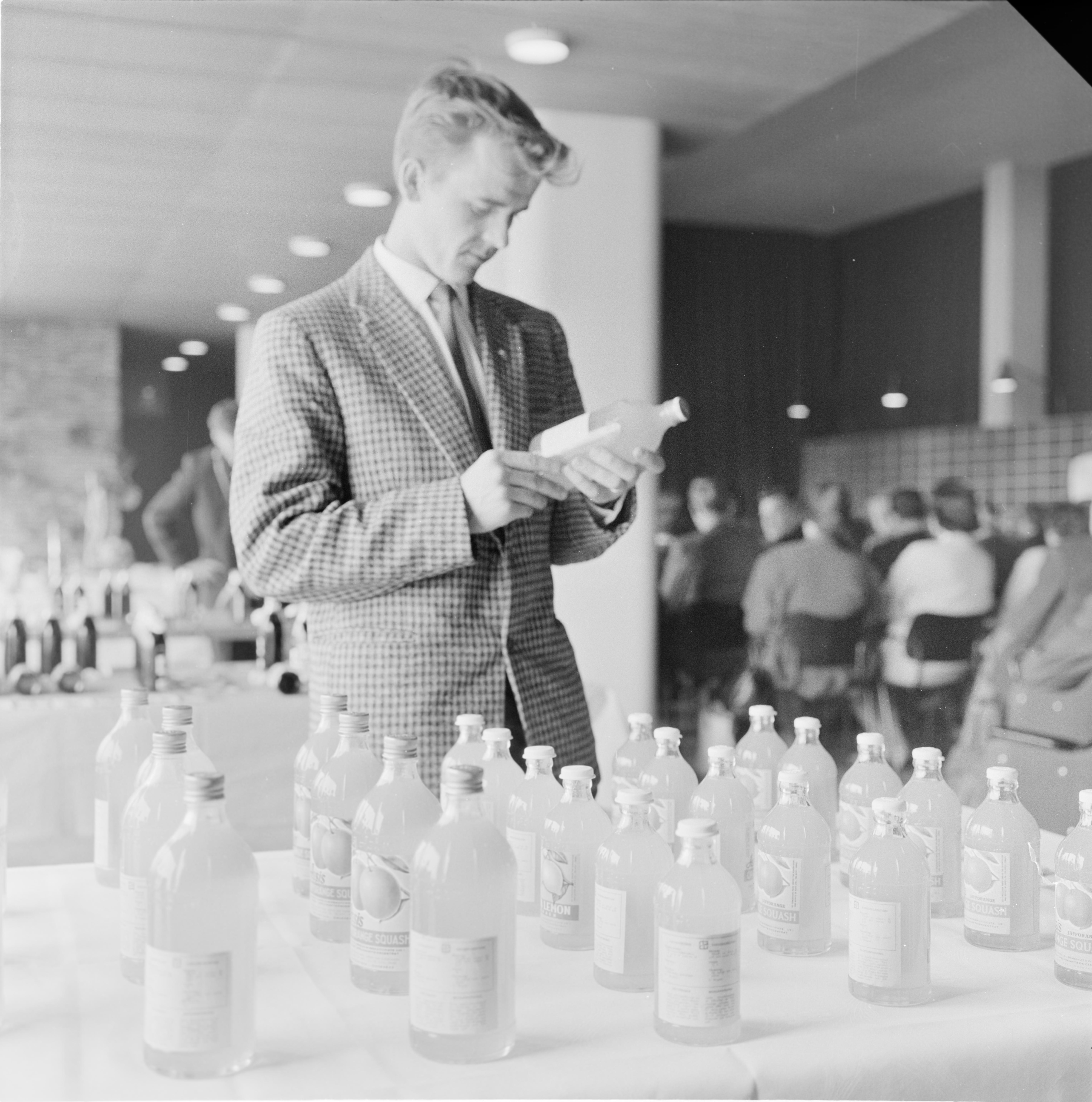

Konsumenträtt är ett samlingsnamn för olika lagstiftningar som innehåller skyddsregler för konsumenter, vilka i regel är tvingande och således gäller oavsett vad som avtalats (dock är lagen ej tvingande om förändringen är till konsumentens fördel). Lagen anger tydligt alla parters rättigheter och skyldigheter till en handelstransaktion. Konsumenträtten innehåller många rättsliga områden. Motparten är en näringsidkare som är ett vidare begrepp. Det omfattar alla fysiska och juridiska personer som driver yrkesmässig verksamhet av ekonomisk karaktär men behöver inte gå med vinst. Lagarna gäller även i fall då säljaren inte är en näringsidkare, om köpet förmedlas för säljaren av en näringsidkare. I sådana fall svarar både näringsidkaren och säljaren för säljarens skyldigheter enligt lagen. Ett exempel på detta är Tradera.

## Syfte
Konsumentlagar är till för att skydda konsumenter som anses vara en svagare part och i regel mindre juridiskt kunnig än ett företag.[källa behövs] Lagen har utformats med tanke på att en konsument som köper en vara i regel inte läser ett fullt avtal, varför det skulle kunna få negativa konsekvenser för många medborgare om företag kunde formulera alltför svårbegripliga avtal vid enkla köpsituationer.[källa behövs] Därav kan företag inte förhandla bort exempelvis KKL (konsumentköplagen), då denna ej är dispositiv (dock är lagen inte tvingande om förändringen är till konsumentens fördel). Detta innebär att näringsidkaren kan avtala om bättre villkor än vad som sägs i lagen, och då är denne skyldig att gentemot konsumenten leva upp till detta.
Näringsidkaren har ingen skyldighet att erbjuda ångerrätt eller returrätt. Detta innefattas inte av konsumentköplagen. En kund som handlar på internet eller postorder har däremot fjorton dagars ångerrätt.

## Exempel på konsumentlagar
- Avtalsvillkorslagen har regler om hur villkoren i ett avtal får se ut
- Lag om distansavtal och avtal utanför affärslokaler gäller, tillsammans med konsumentköplagen, vid köp som inte sker i affärslokaler, exempelvis hemförsäljning, internetköp, köp i telefon och postorderköp. Den reglerar bland annat ånger- och returrätt.
- Hyreslagen
- Konsumentförsäkringslagen gäller skadeförsäkringar
- Konsumentkreditlagen gäller köp på kredit
- Konsumentköplagen (KKL) gäller när du köpt en vara
- Konsumenttjänstlagen gäller när du köpt en tjänst
- Marknadsföringslagen gäller reklam
- Paketreselagen gäller köp av paketresa
- Prisinformationslagen reglerar hur prisinformation på varor ska vara utformade
- Produktsäkerhetslagen säkerställer att varor och tjänster som tillhandahålls konsumenter inte orsakar skada på person